# Turku Trojans
I Turku Trojans sono una squadra di football americano di Turku, in Finlandia; fondati nel 1992, hanno vinto 1 titolo nazionale maschile e 4 femminili.
Nel 2018 si sono autoretrocessi in III-divisioona, il campionato nazionale di quarto livello (ultimo a 11 giocatori).

## Dettaglio stagioni

### Tornei nazionali

#### Campionato

##### Vaahteraliiga
| Stagione | regular season | regular season | regular season | regular season | regular season | regular season | playoff | playoff | playoff | playoff | playoff | playoff       | playoff           |
|          | Vin            | Par            | Per            | Tot            | PF             | PS             | Vin     | Per     | Tot     | PF      | PS      | risultato     | avversaria        |
| -------- | -------------- | -------------- | -------------- | -------------- | -------------- | -------------- | ------- | ------- | ------- | ------- | ------- | ------------- | ----------------- |
| 1982     | 7              | 0              | 2              | 9              | 347            | 100            | -       | -       | -       | -       | -       | -             | -                 |
| 1983     | 1              | 1              | 5              | 7              | 56             | 115            | 0       | 1       | 1       | 0       | 62      | Wild Card     | Espoo Poli        |
| 1984     | 5              | 0              | 2              | 7              | 180            | 86             | 2       | 1       | 3       | 86      | 85      | Vaahteramalja | Espoo Poli        |
| 1998     | 10             | 0              | 0              | 10             | 375            | 98             | 1       | 1       | 2       | 88      | 42      | Vaahteramalja | Helsinki Roosters |
| 2014     | 8              | 0              | 2              | 10             | 406            | 180            | 1       | 1       | 2       | 38      | 28      | Vaahteramalja | Helsinki Roosters |
| 2015     | 7              | 0              | 3              | 10             | 383            | 206            | 0       | 1       | 1       | 10      | 33      | Semifinale    | Helsinki Roosters |
| 2016     | 7              | 0              | 5              | 12             | 397            | 275            | 0       | 1       | 1       | 7       | 31      | Semifinale    | Helsinki Roosters |
| 2017     | 3              | 0              | 9              | 12             | 155            | 320            | -       | -       | -       | -       | -       | -             | -                 |
| Totale   | 48             | 1              | 28             | 77             | 2299           | 1380           | 4       | 6       | 10      | 229     | 281     |               |                   |

Fonti: Enciclopedia del Football - A cura di Massimo Mezzetti

##### Naisten Vaahteraliiga
| Stagione | regular season | regular season | regular season | regular season | regular season | regular season | playoff | playoff | playoff | playoff | playoff | playoff     | playoff                    |
|          | Vin            | Par            | Per            | Tot            | PF             | PS             | Vin     | Per     | Tot     | PF      | PS      | risultato   | avversaria                 |
| -------- | -------------- | -------------- | -------------- | -------------- | -------------- | -------------- | ------- | ------- | ------- | ------- | ------- | ----------- | -------------------------- |
| 2012     | 3              | 0              | 5              | 8              | 127            | 238            | -       | -       | -       | -       | -       | -           | -                          |
| 2013     | 4              | 0              | 3              | 7              | 226            | 249            | 0       | 1       | 1       | 24      | 84      | Semifinale  | Helsinki Lady Demons       |
| 2014     | 3              | 0              | 3              | 6              | 184            | 98             | 0       | 1       | 1       | 12      | 18      | Semifinale  | Jyväskylä Jaguars          |
| 2015     | 5              | 0              | 2              | 7              | 214            | 95             | 0       | 1       | 1       | 12      | 34      | Semifinale  | Helsinki Lady Demons       |
| 2016     | 6              | 0              | 1              | 7              | 351            | 97             | 1       | 1       | 2       | 34      | 26      | Finale      | Helsinki Roosters          |
| 2019     | 5              | 0              | 3              | 8              | 270            | 156            | 0       | 1       | 1       | 22      | 28      | Semifinale  | Sankt Petersburg Valkyries |
| 2020     | 2              | 0              | 1              | 3              | 90             | 26             | 1       | 1       | 2       | 41      | 26      | Terzo posto | West Coast Phoenix         |
| 2021     | 6              | 0              | 0              | 6              | 181            | 13             | 1       | 0       | 1       | 17      | 14      | Campionesse | Helsinki Wolverines        |
| 2022     | 8              | 0              | 2              | 10             | 311            | 82             | 2       | 0       | 2       | 74      | 0       | Campionesse | Helsinki Wolverines        |
| 2023     | 6              | 0              | 0              | 6              | 183            | 87             | 2       | 0       | 2       | 41      | 25      | Campionesse | Helsinki Wolverines        |
| 2024     | 5              | 0              | 3              | 8              | 235            | 145            | 2       | 0       | 2       | 74      | 0       | Campionesse | Helsinki Wolverines        |
| Totale   | 53             | 0              | 23             | 76             | 2375           | 1286           | 9       | 6       | 15      | 351     | 255     |             |                            |

Fonti: Enciclopedia del Football - A cura di Massimo Mezzetti

##### I-divisioona
| Stagione | regular season | regular season | regular season | regular season | regular season | regular season | playoff | playoff | playoff | playoff | playoff | playoff   | playoff              |
|          | Vin            | Par            | Per            | Tot            | PF             | PS             | Vin     | Per     | Tot     | PF      | PS      | risultato | avversaria           |
| -------- | -------------- | -------------- | -------------- | -------------- | -------------- | -------------- | ------- | ------- | ------- | ------- | ------- | --------- | -------------------- |
| 2013     | 10             | 0              | 0              | 10             | 464            | 75             | 2       | 0       | 2       | 80      | 8       | Campioni  | Oulu Northern Lights |
| Totale   | 10             | 0              | 0              | 10             | 464            | 75             | 2       | 0       | 2       | 80      | 8       |           |                      |

Fonti: Enciclopedia del Football - A cura di Massimo Mezzetti

##### Naisten I-divisioona
| Stagione | regular season | regular season | regular season | regular season | regular season | regular season | playoff | playoff | playoff | playoff | playoff | playoff     | playoff         |
|          | Vin            | Par            | Per            | Tot            | PF             | PS             | Vin     | Per     | Tot     | PF      | PS      | risultato   | avversaria      |
| -------- | -------------- | -------------- | -------------- | -------------- | -------------- | -------------- | ------- | ------- | ------- | ------- | ------- | ----------- | --------------- |
| 2018     | 6              | 0              | 0              | 6              | 306            | 40             | 2       | 0       | 2       | 78      | 17      | Campionesse | Kuopio Steelers |
| Totale   | 6              | 0              | 0              | 6              | 306            | 40             | 2       | 0       | 2       | 78      | 17      |             |                 |

Fonti: Enciclopedia del Football - A cura di Massimo Mezzetti

##### II-divisioona
| Stagione | regular season | regular season | regular season | regular season | regular season | regular season | playoff | playoff | playoff | playoff | playoff | playoff          | playoff           |
|          | Vin            | Par            | Per            | Tot            | PF             | PS             | Vin     | Per     | Tot     | PF      | PS      | risultato        | avversaria        |
| -------- | -------------- | -------------- | -------------- | -------------- | -------------- | -------------- | ------- | ------- | ------- | ------- | ------- | ---------------- | ----------------- |
| 2021     | 0              | 0              | 4              | 4              | 6              | 192            | -       | -       | -       | -       | -       | -                | -                 |
| 2022     | 4              | 0              | 2              | 6              | 137            | 95             | 0       | 1       | 1       | 12      | 41      | Quarti di finale | Rovaniemi Nordmen |
| 2023     | 2              | 0              | 4              | 6              | 122            | 137            | -       | -       | -       | -       | -       | -                | -                 |
| 2024     | 1              | 0              | 5              | 6              | 73             | 166            | -       | -       | -       | -       | -       | -                | -                 |
| Totale   | 7              | 0              | 15             | 22             | 338            | 590            | 0       | 1       | 1       | 12      | 41      |                  |                   |

Fonti: Enciclopedia del Football - A cura di Massimo Mezzetti

##### III-divisioona
| Stagione | regular season | regular season | regular season | regular season | regular season | regular season | playoff | playoff | playoff | playoff | playoff | playoff   | playoff    |
|          | Vin            | Par            | Per            | Tot            | PF             | PS             | Vin     | Per     | Tot     | PF      | PS      | risultato | avversaria |
| -------- | -------------- | -------------- | -------------- | -------------- | -------------- | -------------- | ------- | ------- | ------- | ------- | ------- | --------- | ---------- |
| 2018     | 2              | 0              | 5              | 7              | 74             | 199            | -       | -       | -       | -       | -       | -         | -          |
| 2019     | 3              | 0              | 3              | 6              | 140            | 148            | -       | -       | -       | -       | -       | -         | -          |
| Totale   | 5              | 0              | 8              | 13             | 214            | 347            | -       | -       | -       | -       | -       |           |            |

Fonti: Enciclopedia del Football - A cura di Massimo Mezzetti

### Tornei internazionali

#### European Football League (1986-2013)
| Stagione | regular season | regular season | regular season | regular season | regular season | regular season | playoff | playoff | playoff | playoff | playoff | playoff   | playoff    |
|          | Vin            | Par            | Per            | Tot            | PF             | PS             | Vin     | Per     | Tot     | PF      | PS      | risultato | avversaria |
| -------- | -------------- | -------------- | -------------- | -------------- | -------------- | -------------- | ------- | ------- | ------- | ------- | ------- | --------- | ---------- |
| 2004     | 1              | 0              | 1              | 2              | 10             | 42             | -       | -       | -       | -       | -       | -         | -          |
| Totale   | 1              | 0              | 1              | 2              | 10             | 42             | -       | -       | -       | -       | -       |           |            |

Fonti: Enciclopedia del Football - A cura di Massimo Mezzetti

### Riepilogo fasi finali disputate
| Anno             | Luogo     | Evento                | Fase del torneo      | Incontro                                   | Risultato |
| 1983             |           | Vaahteraliiga         | Wild Card            | Espoo Poli - Turku Trojans                 | 62 - 0    |
| 1984             | Helsinki  | Vaahteraliiga         | Vaahteramalja        | East City Giants - Turku Trojans           | 45 - 7    |
| 5 settembre 1998 | Helsinki  | Vaahteraliiga         | Vaahteramalja        | Turku Trojans - Helsinki Roosters          | 26 - 42   |
| 10 agosto 2013   | Helsinki  | Naisten Vaahteraliiga | Semifinale           | Helsinki Lady Demons - Turku Trojans       | 84 - 24   |
| 24 agosto 2013   | Turku     | I-divisioona          | Spagettimalja        | Turku Trojans - Oulu Northern Lights       | 46 - 8    |
| 23 agosto 2014   | Jyväskylä | Naisten Vaahteraliiga | Semifinale           | Jyväskylä Jaguars - Turku Trojans          | 18 - 12   |
| 6 settembre 2014 | Helsinki  | Vaahteraliiga         | Vaahteramalja        | Helsinki Roosters - Turku Trojans          | 21 - 7    |
| 5 settembre 2015 | Helsinki  | Naisten Vaahteraliiga | Semifinale           | Helsinki Lady Demons - Turku Trojans       | 34 - 12   |
| 5 settembre 2015 | Helsinki  | Vaahteraliiga         | Semifinale           | Turku Trojans - Helsinki Roosters          | 10 - 33   |
| 13 agosto 2016   | Helsinki  | Naisten Vaahteraliiga | Finale               | Helsinki Roosters - Turku Trojans          | 26 - 0    |
| 28 agosto 2016   | Helsinki  | Vaahteraliiga         | Semifinale           | Helsinki Roosters - Turku Trojans          | 31 - 7    |
| 28 luglio 2018   | Kuopio    | Naisten I-divisioona  | Finale               | Kuopio Steelers - Turku Trojans            | 17 - 42   |
| 25 agosto 2019   | Turku     | Naisten Vaahteraliiga | Semifinale           | Turku Trojans - Sankt Petersburg Valkyries | 22 - 28   |
| 30 agosto 2020   | Turku     | Naisten Vaahteraliiga | Finale 3º - 4º posto | Turku Trojans - West Coast Phoenix         | 35 - 12   |
| 4 settembre 2021 | Vantaa    | Naisten Vaahteraliiga | Finale               | Turku Trojans - Helsinki Wolverines        | 17 - 14   |
| 6 agosto 2022    | Rovaniemi | II-divisioona         | Quarti di finale     | Rovaniemi Nordmen - Turku Trojans          | 41 - 12   |
| 3 settembre 2022 | Vantaa    | Naisten Vaahteraliiga | Finale               | Helsinki Wolverines - Turku Trojans        | 0 - 23    |
| 12 agosto 2023   | Vantaa    | Naisten Vaahteraliiga | Finale               | Turku Trojans - Helsinki Wolverines        | 8 - 7     |
| 10 agosto 2024   | Vantaa    | Naisten Vaahteraliiga | Finale               | Turku Trojans - Helsinki Wolverines        | 33 - 0    |

## Palmarès
- 1 Vaahteramalja (2003)
- 4 Campionati femminili (2021, 2022, 2023, 2024)
- 1 Spaghettimalja (2013)
- 2 Naisten I-divisioona (2006, 2018)
- 1 Campionato Under-19 a 11 (1991)
- 1 Campionato Under-15 a 9 (2013)